# Lavaux (Léglise)
Pour les articles homonymes, voir Lavaux (homonymie).
Lavaux (en wallon : La Vau) est un hameau de la commune belge de Léglise, dans la province de Luxembourg.
Avant la fusion des communes de 1977, il appartenait à l'ancienne commune d'Assenois.

## Situation et description
Lavaux est un petit hameau ardennais comptant une demi douzaine d'habitations dont une ancienne ferme en carré. Il se situe entre les localités de Habaru, Nivelet et Naleumont. L'altitude y avoisine les 400 m.
Le ruisseau de Mellier longe le hameau par l'ouest puis le sud .
La ligne de chemin de fer 162 Namur-Arlon passe à quelques hectomètres à l'ouest de la localité. Il y avait autrefois une gare, dont le bâtiment en pierre fut érigé dans les années 1880. La gare de Lavaux ferma en 1984 mais le bâtiment de la gare ainsi que la maison de garde-barrière voisine existent encore et sont devenus des habitations privées.
Aucun édifice religieux n'est recensé dans le hameau.